# Seguridad energética
La seguridad energética se enmarca dentro del desarrollo sostenible, que ha obligado a los Estados a incluir en su política exterior el tema de los recursos energéticos.
Los hidrocarburos son la base de la civilización, su uso desmesurado ha provocado efectos negativos en los ecosistemas; el impacto humano ha aumentado en forma exponencial, surgiendo una complejidad y caos que colisiona con la naturaleza. 

## Causas de la Inseguridad Energética
La mayor parte de países tienen algo en común: no están en condiciones de cubrir su demanda energética con recursos propios. La gran mayoría de los 197 países del mundo depende de un grupo cada vez más reducido de países exportadores. 
Respecto a los combustibles fósiles esta distribución desigual es más marcada en el caso de los hidrocarburos. La mayor parte de la producción exportable, además de las reservas utilizables, recae sobre las regiones inestables de la “elipse estratégica”, que se extiende desde el Golfo Pérsico hasta Siberia Occidental, pasando por el mar Caspio. Las reservas de carbón, en cambio, están distribuidas en forma mucho más equilibrada por todo el planeta, aunque con un gran impacto medioambiental debido a la minería de remoción de cima.(en)
Para el año 2020, la mitad de la producción de hidrocarburos provendrá de países que actualmente se consideran zonas de alto riesgo. Por lo tanto, la seguridad energética dependerá entre otras cosas de que las tensiones, las crisis y los conflictos internacionales no perjudiquen el flujo de recursos e inversiones.